# Aellopos ceculus
Aellopos ceculus is een vlinder uit de familie van de pijlstaarten (Sphingidae).
De vlinder heeft een spanwijdte van 42-47 millimeter. Kenmerkend ten opzichte van andere vlinders uit het geslacht is de gele band over de achtervleugel. Als waardplanten worden soorten uit de sterbladigenfamilie gebruikt.
De soort komt voor in het Neotropisch gebied.